# Elecciones parlamentarias de Venezuela de 1993
Las elecciones parlamentarias de Venezuela de 1993 se celebraron el domingo 5 de diciembre para renovar la totalidad de los escaños del Congreso de República de Venezuela.
La elección de la Cámara de Diputados fue la primera celebrada bajo un sistema de representación proporcional mixta, basada en el sistema alemán, con algunas variaciones. 
El sistema de representación proporcional siguió utilizando la vieja fórmula de asignación de escaños a los Estados sobre la base de multiplicar la población total del 0,55%, con un mínimo de tres diputados de cada estado (por lo tanto sobre-representación de los estados con baja densidad de población). La mitad de los asientos de cada estado fueron elegidos, en los distritos de un solo asiento, y el resto por lista de partido cerrado. Las Partes podrían recibir hasta cinco escaños adicionales en función de su total de votos nacionales, para proporcionar una mayor proporcionalidad. 
Esta elección fue la primera en la que los votantes recibieron boletas separadas para la Cámara de Diputados, el Senado de la República, y las Asambleas Legislativas estadales. Anteriormente, los votantes habían usado un voto para elegir una lista de partido para los tres cuerpos.

## Resultados

### Cámara de Diputados
| Partido                            | Votos     | %    | Escaños | +/-   |
| ---------------------------------- | --------- | ---- | ------- | ----- |
| Acción Democrática                 | 1 099 728 | 23,3 | 55      | –42   |
| Copei                              | 1 065 512 | 22,6 | 53      | –14   |
| La Causa Radical                   | 974 190   | 20,7 | 40      | +37   |
| Convergencia                       | 651 918   | 13,8 | 25      | Nuevo |
| Movimiento al Socialismo           | 509 068   | 10,8 | 24      | –     |
| Organización Renovadora Auténtica  | 41 085    | 0,9  | 1       | –1    |
| Movimiento de Integridad Nacional  | 29 433    | 0,6  | 1       | +1    |
| Movimiento Electoral del Pueblo    | 27 635    | 0,6  | 1       | –1    |
| Unión Republicana Democrática      | 26 299    | 0,6  | 1       | –1    |
| Partido Comunista de Venezuela     | 21 180    | 0,4  | 1       | –     |
| Gente Emergente                    | 12 525    | 0,3  | 0       | Nuevo |
| Nueva Generación Democrática       | 252 471   | 5,4  | 1       | –5    |
| Otros 154 partidos                 | 252 471   | 5,4  | 0       | –     |
| Votos nulos y en blanco            | 1 117 998 | –    | –       | –     |
| Total                              | 5 829 216 | 100  | 203     | +2    |
| Votantes registrados/Participación | 9 688 795 | 60,2 | –       | –     |
| Fuente: Nohlen                     |           |      |         |       |

### Candidatos electos
- Datos: Q5657433